# Marco de referencia terrestre
Un marco de referencia terrestre es el marco de referencia tal y como se ve desde la tierra, o desde el suelo de otro cuerpo terrestre. El marco de referencia terrestre afecta a la forma en que percibimos casi todo en el día a día porque, como vivimos en la tierra, el punto de vista terrestre es el único que podemos experimentar. El resultado más notable del marco de referencia terrestre es la forma en que el sol parece salir y ponerse en el cielo cada día, cuando en realidad es la Tierra la que gira sobre su eje.  Nuestro punto de vista está en esencia distorsionado por el lugar en el que vemos que ocurre.

## Efectos
- La trayectoria de vuelo de los aviones
- Movimiento retrógrado específicamente de Marte (el más fácil de ver).
- Salida y puesta del sol.